# Anneau de 's Gravesande

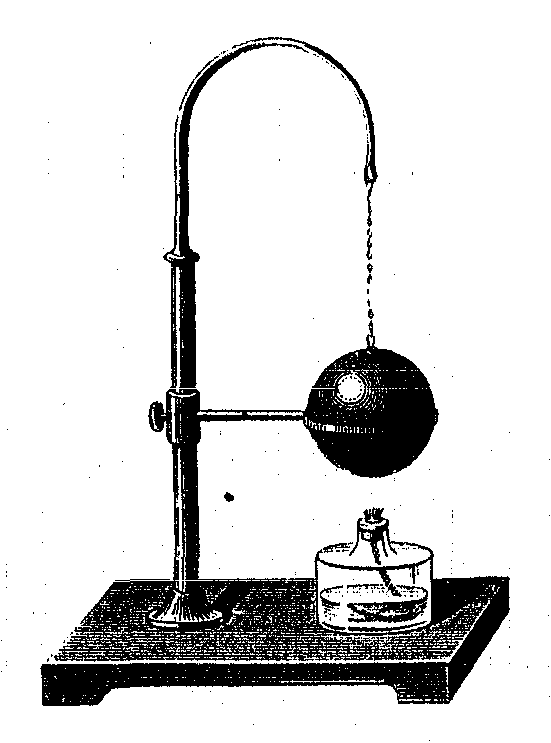
Schéma de l'expérience à la fin du XIXe siècle dans les cours de physique de Jamin et Bouty à l'École polytechnique, en France.

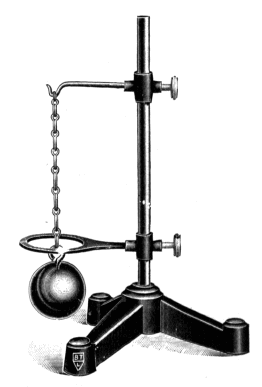
Anneau de 's Gravesande en 1912 dans un catalogue de Baird & Tatlock, fabricant de matériel scientifique à Londres, au Royaume-Uni.

L'anneau de 's Gravesande, ou parfois anneau de Gravesande, est une expérience de physique des matériaux et de thermodynamique conçue par le physicien néerlandais Willem 's Gravesande au XVIIIe siècle, qui a pour but d'illustrer la dilatation thermique, en observant le passage d'une boule de métal au travers d'un anneau. En effet, ceux-ci sont choisis de sorte que la différence entre le diamètre intérieur de l'anneau, et celui de la boule, soit suffisamment faible pour qu'elle puisse y passer dans les conditions normales, mais ne le puisse plus lorsqu'elle est chauffée, mettant ainsi en évidence une augmentation de son volume sous l'effet de la chaleur.

## Déroulement de l'expérience
L'expérience consiste dans un premier temps à constater que la boule peut passer au travers de l'anneau. On la chauffe ensuite au moyen d'une flamme (bougie, bec Bunsen), puis on la sort du feu pour la poser une nouvelle fois sur l'anneau, celui-ci étant orienté à l'horizontale et placé en hauteur afin que son ouverture ne soit pas obstruée : on remarque alors qu'elle ne peut plus le traverser.
Mais au contact de l'atmosphère plus froide, la boule refroidit et se contracte. Il en résulte que son diamètre diminue, jusqu'à devenir suffisamment faible pour qu'elle puisse de nouveau passer dans l'anneau ; si bien que, sous l'effet de la pesanteur, elle finit par tomber brusquement au travers.
L'expérience montre également que les corps solides demeurent semblables à eux-mêmes en se dilatant. En effet, on constate qu'après avoir été chauffée, la boule touche l'anneau sur tout son contour, ce qui prouve qu'elle est restée sphérique malgré la dilatation.
D'autre part, pour que l'expérience ne soit pas un échec, l'anneau ne doit pas être chauffé en même temps que la boule, car ceci aurait pour conséquence qu'il se dilate lui aussi, et donc que la boule continue à pouvoir le traverser même après la phase de chauffage, contrairement à ce qui est attendu. Ceci montre néanmoins que les solides creux (comme l'anneau) se dilatent de la même manière que les solides pleins (comme la boule).

## Histoire
Willem 's Gravesande a imaginé cette expérience dans un but pédagogique : le but était de surprendre ses étudiants par la chute de la boule, qui survient de manière inopinée et sans aucune action de l'enseignant menant l'expérience, afin que cette vision marque leur mémoire. Il l'a décrite dans son livre Physices elementa mathematica, experimentis confirmata, sive introductio ad philosophiam Newtonianam [Éléments mathématiques de physique confirmés par l'expérience, ou introduction à la philosophie de Newton], publié pour la première fois en 1719-1720 alors qu'il enseignait à l'Université de Leyde.

## Appareils

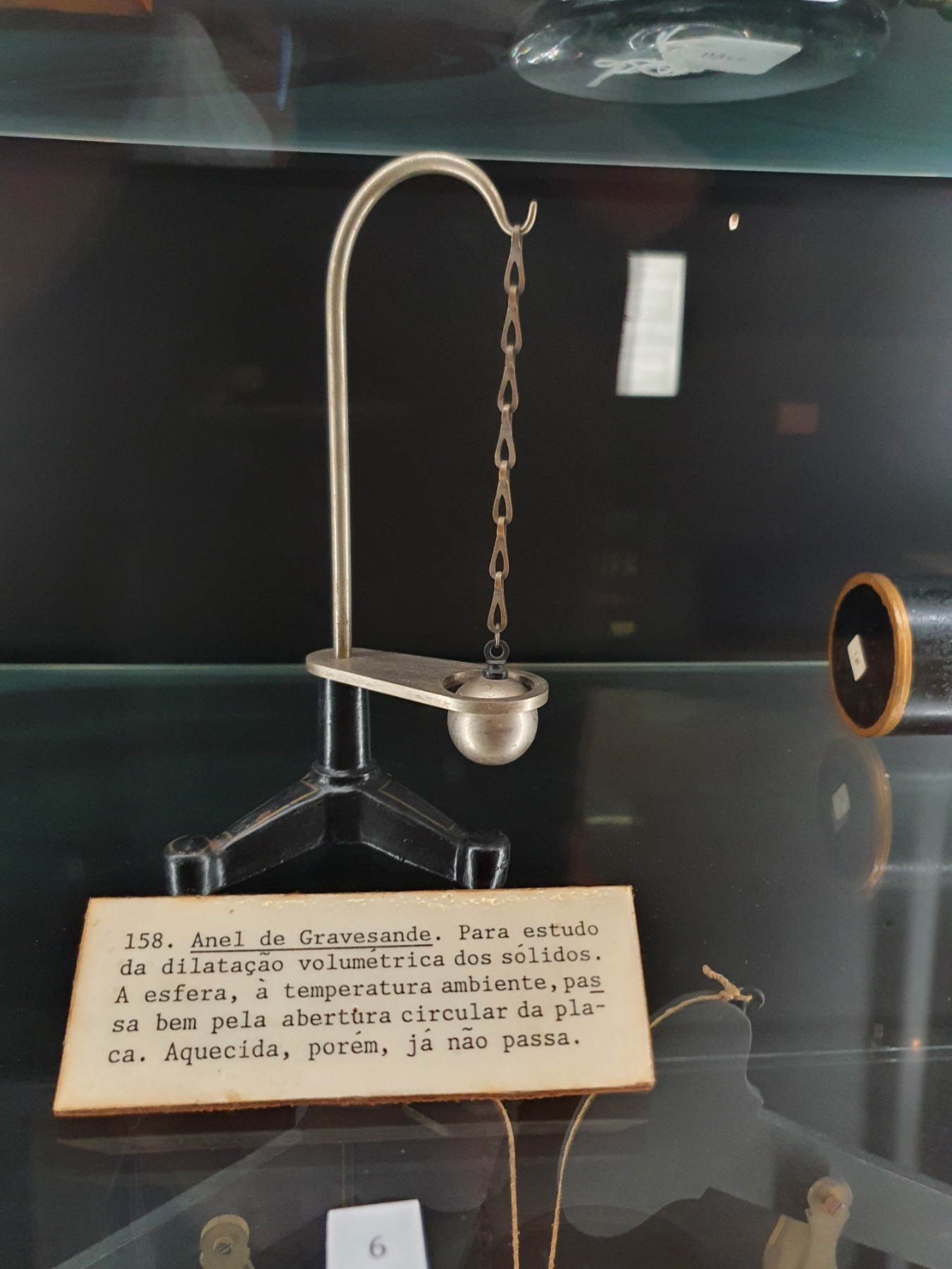
Anneau de 's Gravesande exposé au de l'Académie des sciences de Lisbonne, au Portugal.

Il existe des appareils spécialement dédiés à ce type d'expérience. Ils comprennent un dispositif permettant de maintenir l'anneau en hauteur : soit un trépied sur lequel il est posé, soit un bras à l'extrémité duquel il est monté, et qui est fixé à une potence ou tenu par l'expérimentateur.
Pour éviter de perdre la boule lorsqu'elle tombe, le trépied peut être conçu de manière à l'accueillir dans sa partie inférieure, ou bien la boule peut être montée sur un bras également tenu par l'expérimentateur ; ou encore la boule peut être attachée au sommet de la potence ou au bras tenant l'anneau, par un fil ou une chaînette lâche, qui se tend pour la retenir au moment de la chute. Cette attache peut également servir à suspendre la boule au-dessus de la flamme pendant la phase de chauffage, puis à la déposer sur l'anneau — fonctions qui peuvent cependant être assurées par une baguette munie d'un crochet.
D'anciens modèles sont conservés et exposés dans des musées, tels que le Musée Boerhaave à Leyde aux Pays-Bas, le musée de physique de l'Université de Coimbra au Portugal, le Powerhouse Museum à Sydney en Australie, le musée Traversi à Venise en Italie, ou encore l'espace d'exposition du département de physique de l'Université du Vermont, à Burlington aux États-Unis.
Ce type d'appareil est encore fabriqué et commercialisé de nos jours,,. En effet, l'expérience est toujours pratiquée dans les cours de physique,.